# 새안현로
새안현로(Saeanhyeon-ro)는 대한민국의 경상북도 경주시 현곡면에서 시작하여, 안강읍을 거쳐 연결하는 도로이다.

## 주요 경유지
경상북도
- 경주시 현곡면 하구리, 내태리 / 안강읍 강교리, 하곡리

## 노선 경로
- 충현로와 직결
  - 삼거리 명칭 미상 - 지방도 제904호선 (용담로)
- 소현교(소현천)
- 무과교(태암천)
- 강교2교, 강교교(야일천)
  - 하곡리 - 국도 제28호선 (호국로)

아 누가좀 올려주세요

## 같이 보기
- 내태저수지